# أديلا مونيوث بايث
 أديلا مونيوث بايث (لا كارولينا، مقاطعة جيان، 1958) هي كيميائية إسبانية متخصصة في علم الأطياف لامتصاص الأشعة السينية (EXAFS) وتطبيقه في تحليل خصائص المواد.

## السيرة الذاتية
حاصلة على دكتوراه في الكيمياء وأستاذة في الكيمياء اللا عضوية بجامعة إشبيلية منذ عام 2010، وتخصصت في كيمياء الحالة الصلبة والتحفيز غير المتجانس خلال رسالة الدكتوراه.

## المسيرة المهنية
مونيوث بايث أستاذة في كليتي الكيمياء والفيزياء بجامعة إشبيلية. شغلت منصب نائبة مدير معهد علوم المواد في إشبيلية من 1998 إلى 2010. أشرفت على عدة نظريات دكتوراه ومشاريع بحثية، وشاركت في العديد من لجان التقييم العلمي الوطنية والدولية، مثل اللجنة الوطنية لتقييم النشاط البحثي (CNEAI)، ومصدر الإشعاع السنكروتروني الأوروبي (ESRF)، ومنشأة الليزر الإلكترونية الحرة (XFEL) في هامبورغ، ألمانيا.

### النشاط البحثي
كباحثة، نفذت مشاريع بحثية وطنية ودولية، حيث أجرت تجارب باستخدام مصادر الإشعاع السنكروتروني في بريطانيا واليابان، كما نسقت تصميم محطة الأشعة السينية (Claess) في مصدر السنكروترون ألبا في برشلونة. وهي عضو في الفريق متعدد التخصصات في السنكروترون الأوروبي (ESRF) في غرونوبل (فرنسا)، حيث استخدمت تقنيات الأطياف EXAFS وXANES لدراسة بنية الأنظمة غير المتبلورة.
كما قامت بإقامات بحثية زائرة في جامعات أيندهوفن (هولندا)، أكسفورد (بريطانيا)، وأوساكا (اليابان)، بالإضافة إلى مراكز بحثية في مار ديل بلاتا (الأرجنتين)، لوزان (سويسرا)، وESRF.

### النشاط التدريسي
درّست في برامج البكالوريوس في الفيزياء والكيمياء وهندسة المواد، وكذلك في ماجستير علوم وتقنيات المواد الجديدة، حيث أشرفت على مواد الكيمياء غير العضوية، الكيمياء العامة، كيمياء الحالة الصلبة، والأطياف.
منذ عام 2012، ترأس جمعية "ريكتور ماتشادو إي نونيز" من أجل البحث والتعليم عالي الجودة في جامعة إشبيلية. كما ترشحت لمنصب رئيسة جامعة إشبيلية في انتخابات ديسمبر 2015. ومنذ فبراير 2018، تشغل منصب رئيسة الفرع الأندلسي لجمعية النساء الباحثات والتقنيات (AMIT-A).
نشرت أيضًا سيرًا ذاتية عن ماري كوري وأنطوان لافوازييه (RBA، 2013)، والتي تُرجمت إلى الإيطالية والفرنسية والروسية والبرتغالية، وبيع منها أكثر من 150,000 نسخة. أعادت ناشيونال جيوغرافيك نشر سيرة ماري كوري، وهي متاحة في المكتبات وعلى أمازون منذ يناير 2018.
في فبراير 2017، أصدرت كتاب "سابياس: الوجه الخفي للعلم" مع دار نشر Debate، وفي يوليو من نفس العام، أطلقت نسخة مختصرة بعنوان "سابياس في الجمهورية الثانية الإسبانية"، والتي لاقت صدى واسعًا. منذ نشرهما، شاركت في أكثر من ثمانين فعالية تقديمية، ولا تزال تواصل الترويج لهما. تدير موقعًا إلكترونيًا منذ 2008، يوثق أنشطتها في التوعية العلمية.
منذ مايو 2017، تنشر مقالة شهرية حول العلوم في إل بيريوديكو دي كاتالونيا.

### أنشطة أخرى
منذ فبراير 2016، تؤدي مونيوث بايث دور ماري كوري في مسرحية موجهة لطلاب المرحلة الابتدائية والثانوية، والتي حققت نجاحًا كبيرًا، حيث قُدمت في 24 عرضًا وشاهدها أكثر من 6000 متفرج. كما نالت إشادة نقدية، وفازت بجائزة إكيتات من جامعة كتالونيا المفتوحة في مايو 2017. في يناير 2018، تم تخصيص تقرير عنها في برنامج Lab24h على قناة TV2.
كما كانت عضوًا في المجلس الإداري لمنظمة ASDHA غير الحكومية، التي تدافع عن حقوق الإنسان في أفغانستان. ومنذ عام 2015، تنتمي إلى منظمة التحالف من أجل التضامن، التي تنفذ مشاريع تعاون لدعم النساء في حوض البحر الأبيض المتوسط وأمريكا اللاتينية.

## الجوائز والتكريمات
في عام 2008، حصلت على الجائزة الشرفية في جائزة الصحافة للتوعية النسوية كارمن دي بورغوس من جامعة مالقة عن مقالها "كي لا يكنّ وحدهن".
في عام 2015، مُنحت الجائزة الخاصة من لجنة تحكيم جوائز ميريديان، التي يمنحها معهد المرأة بحكومة الأندلس، تقديرًا لمسيرتها الشخصية والمهنية. وقد نُشر خطابها الذي ألقته نيابة عن جميع الفائزات في Huffington Post بتاريخ 9 مارس 2015 تحت عنوان "وقت النساء في الأندلس".

## أعمالها
مونيوث بايث هي مؤلفة مشاركة لأكثر من مئة مقال في مجلات علمية دولية، بالإضافة إلى مقالات حول العالمات. من بين كتبها المنشورة:
- لافوازييه. الكيمياء الحديثة. الثورة في الهواء (RBA، 2013، ص. 150) ISBN: 978-84-473-7670-4
- ماري كوري. النشاط الإشعاعي والعناصر (RBA، 2013، ص. 150) ISBN: 978-84-473-7645-2
- تاريخ السم. من الشوكران إلى البولونيوم (Debate، 2012، ص. 303) ISBN: 978-84-9992-088-7
- لافوازييه. الكيمياء الجديدة (RBA، باريس، ص. 150)
- سابياس (Debate، 2017، ص. 368) ISBN: 978-84-9992-702-2
- سابياس في الجمهورية الثانية (Flash Ensayo، 2017)
- السر الأكبر للمادة (RBA، 2013، ص. 152)
- الموت الجيد (Endebate، 2013) ISBN: 978-84-9992-324-6
- الساحرات: جنون أوروبا في العصر الحديث (Debate، 2022، ص. 416) ISBN: 978-8418619571

## انظر ايضا
- المرأة في العلوم